# Alf Jones
Alf Jones (Walsall, 1861 – Walsall, 14 ottobre 1935) è stato un calciatore inglese, di ruolo difensore.
Giocava come terzino. Debutta in Nazionale l'11 marzo 1882 contro la Scozia, sfida persa 5-1.